# JIN-仁-
『JIN-仁-』（じん）は、村上もとかによる日本の漫画。現代から幕末へタイムスリップした医師の活躍を描く。
『スーパージャンプ』（集英社）2000年9号から、当初は半年1回の頻度で2〜3話連続掲載されるシリーズ形式で連載が開始されたが、2006年13号より毎号連載を開始し、2010年24号をもって最終回を迎えた。単行本はジャンプ・コミックス デラックス全20巻、集英社文庫コミック版全13巻。2011年10月時点で累計発行部数は800万部を記録している。2011年5月に第15回手塚治虫文化賞マンガ大賞を受賞した。
『JIN-仁-』を原作とした小説や、テレビドラマ、ミュージカルも発表されている。

## 概要
SF要素の強い医療時代劇漫画。西暦2000年の現代から幕末の日本へタイムスリップした脳外科医・南方仁が、過去の人間の運命を変えていることを自覚しつつも人々を救うため、現代から持ち込んだ知識と幕末の人々の協力により、近代医療を実現していく。その過程で仁は、日本の歴史自体にも大きな関わりを持つようになっていく。

### 執筆のきっかけ
作者の村上はインタビューで、苅谷春郎の著書『江戸の性病〜梅毒流行事情』を読み、日本人の平均寿命が30代半ばだった幕末、遊廓の遊女たちが性病や結核などの病気のためさらに短命だったということを知って悔しい思いをしたことが、執筆のきっかけになったと述べている。さらに、その悔しさを晴らすために医者がそういう時代に行って治療することを考え、また、本当の医者から「たとえ現代と同じ医療器具や薬はなくても、できることはいろいろある」と言われたことに背中を押されたとも述べている。
連載開始に当たっては医学史、先端医療、幕末史の3要素について監修してくれる人が必要と考え、順天堂大学の酒井シヅ、杏林大学の冨田泰彦、聖徳大学の大庭邦彦がそれぞれを監修することとなった。

## あらすじ
平成12年（2000年）のある夜、東都大学付属病院の脳外科医・南方仁は、急患で運ばれてきた男性の脳から奇形腫を摘出するが、その後は頭痛と空耳に悩まされる。やがて、集中治療室から脱走した患者を止めようとした仁は、階段から転落してしまう。
意識を取り戻して辺りを見渡すと、そこは侍たちが斬り合う文久2年（1862年）の幕末だった。攘夷派浪人たちに襲われ前頭部に重傷を負った徳川旗本の剣客 橘 恭太郎を、タイムスリップしてきた仁が近代医療により命を救ったことから、恭太郎の妹 橘 咲に気に入られた仁は橘家に居候することになる。
やがて仁は、幕末の人々の運命や歴史を変えていることを自覚しつつも、現代から持ち込んだ知識と幕末の人々の協力により、彼らを救うため近代医療を実現していく。

## 登場人物
名前にリンクがある人物は、実在の人物。

### 主な登場人物
南方仁（みなかた じん）
本作品の主人公。東都大学附属病院脳外科医局長。11月15日生まれで、物語開始時点の年齢は、原作（漫画）では34歳（2000年当時）テレビドラマでは38歳（2009年当時）。頭蓋骨内に奇形腫瘍を持っていた謎の男性患者との接触により文久2年（1862年）の江戸にタイムスリップ。歴史を変えることになると自覚しつつも、医者としての使命感から江戸の人々を近代医療で救う。西洋医学所とコレラの対策を行ったり、原始的な方法によるペニシリンの抽出・精製を行ったりと、幕末の医療技術を飛躍的に進歩させたことで、蘭方医だけでなく漢方医や外国人医師たち、幕閣や雄藩の武士層からも一目置かれる存在となっている。緒方洪庵死後、医学所と距離を置き仁友堂を開業した。数多くの難病の治療を成功させ続けたが、その一方で彼の存在と功績を妬み、恐れる者の陰謀により度々手術の妨害を受け、ついには命を狙われ始める。やがて、歴史を変えてしまうことに躊躇しつつも、親友となった坂本龍馬の命を救うために奔走する。
原作とドラマで、終盤の運命が大きく異なる。
原作では、三隅の陰謀により負傷した咲を救うため現代に帰還するが、タイムパラドックスも絡んだ結果、幕末〜明治時代に残る南方仁と現代の平成時代に戻る南方仁の2人に分かれた。前者は咲との結婚により「橘仁」と姓を改め、仁友堂（順天堂がモデル）を医療機関兼教育機関として発展させ、後に東京大学医学部の設立の際に出仕する。後者はかつて自身が存在していた世界とは異なる歴史を持つ世界へと移動。所属先が「仁友堂病院」に変わり、見知らぬスタッフがいることや「東洋内科」という新しい科ができていることに驚き、また医療知識が新しい世界に合わせて自動的にアップデートされる感覚に戸惑いながらも、再び医師として働く。後に江戸時代での経験を元にGM（総合診療）に転身、10年後には同病院総合救急医療部部長・准教授となり、同じGMで野風の子孫であるマリー・ルロンと出会う。
未来と咲との恋愛関係を主軸に置いたドラマ版では、仁は上野の戦で流れ弾により負傷した咲を救うべく、緑膿菌感染症の治療薬ホスミシンを手に入れるため、重傷を負いながらも現代に帰還するが、タイムスリップ前の自分と入れ替わることはできず、失意の中で力尽き、意識を失う。その後、図書館で当たった文献で、西洋での発見より前に日本でペニシリンが生産されていたことや、仁友堂の医師たちの活躍ぶりを確認するが、そこに咲の名がなく、また自分の存在が痕跡すらないことに戸惑う。橘家があった場所をたずねてみると、そこには「橘医院」があり、恋人・未来が、仁とは面識のない予備校講師として存在していた。そこで未来から聞かされた話と、咲が残した手紙により、ホスミシンだけは江戸に転送され、恭太郎によって治療に役立てられたこと、仁の存在そのものが江戸から消滅し、自分の記憶からも次第に消えていくが、思いを残すべく手紙を綴ったことを知り、涙を流す。その後、医師としての決意を新たにした仁が、脳腫瘍で緊急搬送されてきた未来の手術を執刀する場面で、物語は幕を閉じる。
橘咲（たちばな さき）
旗本橘家の娘。物語開始時点の年齢は、16歳。兄・恭太郎の命を救った仁に興味を持つ。やがて麻疹にかかり仁に命を救われたのを機に看護婦となり、虎狼痢（コロリ）にかかった仁を救う。
看護婦として仁の助手を務め医学を学ぶうち、深く仁を敬愛するようになり、ときに命がけで彼の身を守るが、格上の家との縁談が持ち上がったこともあり、仁がちょうど落成した仁友堂に移ったことを潮時として仁に別れを告げた。しかし仁への思いを抑えかね、野風の乳がん手術の当日、進んでいた縁談を土壇場で破棄して駆けつけたため栄から勘当される。その後は仁友堂に身を寄せ、楠本いね（楠本伊篤）との出会いから女医を志すようになる。
仁の恋人であるとともにかけがえのないパートナーであり、慶応4年に結婚して後は夫とともに医学の発展に尽くしたとされている。
ドラマ版では、歴史の修正力により仁の記憶を失いつつある中、せめてもの抵抗として既にその名を忘れてしまった「先生」にあて、思いのたけを綴った手紙を残した。その後は「橘医院」を設立し、明治期には珍しかった女医として活躍するが、産科医であったために産婆扱いされがちだったため、名が残らなかった。生涯独身を貫いたが、野風とルロンが逝去したのち、彼らの遺志もあって一人娘の安寿を養女とし、育て上げた。その子孫が橘未来であり、現代に帰還した仁と巡り合うこととなる。
橘恭太郎（たちばな きょうたろう）
徳川旗本の剣客の武士。咲の兄。物語開始時点の年齢は20歳。美青年だが生真面目で身持ちが固い。幕府講武所では伊庭八郎と双璧をなす剣術の腕を持ち、さらに勝海舟から洋学を学ぶなど高い向学心を持つ。そのため攘夷派浪人たちに襲われ前頭部に重傷を負うが、タイムスリップしてきた仁の近代医療により命を救われる。以降、その剣の腕前で幾度も仁の危機を救い、戦乱の幕末に仁らの用心棒役を務める。
物語終盤では、大政奉還を経て徳川幕府、そして武士という存在そのものが消えていく世の流れに悩み、直参旗本としての死に場所を求めるようになる。しかし勝から生きてやりたいことをやれと諭され、福沢諭吉との出会いを経て、剣を捨て政治・経済を学ばんと欧州留学を決意する。また母の治療に協力してくれた茶屋の看板娘、茜と思いを伝えあうなど、未来に希望を抱きつつあった。しかし、仁の命を狙う三隅俊斉が手引きした刺客と戦おうとした際に同様に手配された短銃が暴発。右手が使えない状況で奮戦し刺客を撃退するが、深手を負いすぎて亡くなった。享年26。
テレビドラマでは運命が大きく異なる。母と妹を人質に取られる形で竜馬暗殺を命じられ、結果的には東の行動により手を下さずに済んだものの、自分の立場に悩み、死に場所を求めるように彰義隊に加わる。しかし、兄を連れ帰ろうと上野に駆け付けた咲が、流れ弾により左腕を負傷。仁が設置した救護所へ連れ帰った際に説得を受け、戦を離れて救護所のために働き続けた。その後は竜馬が残した保険の思想に感銘を受けて奔走し、制度の実現に大きく貢献したとされている。
橘栄（たちばな えい）
恭太郎と咲の母。恭太郎の命を救った仁を屋敷に住まわせる。咲の結納の破談後、体調を崩し「脚気」のため、生命の危機に瀕する。典型的な武家の妻女であり、親不孝をした咲や、その原因を作った仁に怒りつつも、内心では幸せになってほしいと願っている。
坂本龍馬（さかもと りょうま）
実在の人物。史実通りに、倒幕・海外貿易に仁を巻き込みつつ活躍する。また、物語の後半は竜馬の暗殺阻止を中心に展開する。
勝を通じて仁と知り合う。当初は仁の正体を訝るが、すぐに打ち解け親友となる。仁と吉原の遊郭に行った際に、野風に一目惚れする。
仁は龍馬の暗殺を阻止するべく奔走するが、結果的に竜馬は長州藩士の東修介に額を切られ、仁に治療を受けるも脳死状態となり、絶命する。しかしその意識は、仁が浴びた血液などに乗って、彼の体に同居することになった。
野風（のかぜ）
吉原の鈴屋彦三郎抱えの呼び出し花魁。鈴屋の命を救った仁に心酔する。さる大名の隠居に落籍される予定だったが、乳癌の手術により破談となる。術後は吉原を出て仁友堂の雑用をこなしていたが、仁が投獄された際にツル（牢屋で慣例化されていた賄賂）を工面するため、フランス人貿易商ジャン・ルロンに身受けされ、仁友堂を去る。その後は横浜で元遊女たちのためのホスピスを開くなどの慈善活動を展開。ルロンとの新婚旅行のため日本を発つが、転移した癌で余命が長くないことを自覚している。後に男児・ジュリアン（ドラマでは女児・安寿）を出産。
ドラマ版では友永未来と容姿が似ていることや、彼女の治療に当たることで、元の世界より持ち込まれた写真が大きく変化することなどから、未来の先祖だと仁は推察している。

### 市井の人々
喜市（きいち）
枝豆とゆで卵を売っている少年。物語開始時点の年齢は、9歳。馬に蹴られて重傷を負った喜市の母・妙（タエ）を仁が治療したが、手術の終了後に今度は喜市が麻疹で倒れる。母子を送り届けた長屋にも複数人の麻疹の患者がいたため、仁の指導に基づく看護を基本とした集中治療を行う。喜市の母はその後、辻斬りに遭い亡くなったため、一時は田舎の親戚の家に引き取られるが、翌年から江戸に戻り、小豆問屋の丁稚小僧として働く。作品終盤、当時としては成人年齢の15歳になったころ、奉公先が店を畳んでしまったことを切っ掛けに医師を目指す決意を固め、仁友堂で働くようになる。維新後はドイツに留学。帰国後、橘仁、咲夫妻の養子となる。
鈴屋彦三郎（すずや ひこさぶろう）
吉原の遊廓・鈴屋の楼主。神棚の世話をしていたときにバランスを失い、頭をぶつけたことが原因で慢性硬膜下血腫に陥る。一時は命の危機に瀕したが、仁の脳外科手術で救われた。そのため仁に恩義を感じ、彼の要請で廓内において、梅毒に罹った遊女を集めて治療を行う設備を作るための運動を行う。開国思想を持つ文人でもあり、攘夷派の浪人に襲われたところを坂本龍馬に助けられたことがある。
茜（あかね）
浅草の茶屋の看板娘。餡を作っている際、煮えたぎった餡を顔に浴びて大火傷を負う。一旦は人生そのものに絶望するも、仁に植皮手術を施され、再び茶屋で働くようになる。のちに仁考案の脚気予防の菓子・安道名津（あんドーナツ）の製造に協力、自身の勤める茶屋で大々的に売り出す。
後に、実家を菓子屋に商売替えし、仁から教わった安道名津を始めとした、病気予防・健康増進の菓子を広めようと考えるようになる。そんな中、母の脚気治療のため安道名津を買いに通っていた恭太郎と心を通わせるようになる。恭太郎が欧州留学を告げた際には、戻るころには茜も嫁いでいるだろうと残念がる彼に対し、何年かかろうと嫁がず、待ち続けていると思いを伝えるほどの仲となっていた。
恭太郎が亡くなった際には物陰から葬列を見送っていた。歴史が変わった仁の世界では老舗の菓子屋「あかね屋」として店が残っており、仁友堂とも縁が続いている。
浜口儀兵衛（はまぐち ぎへえ）/ 梧陵（ごりょう）
江戸で醤油工場（現ヤマサ醤油）を経営する実業家。緒方洪庵の遺志を継ぎ、醤油倉を使って醤油職人にペニシリン精製をさせるなど、仁に協力する。
澤村田之助（さわむら たのすけ）
江戸で人気の歌舞伎役者（女形）。なじみの花魁・初音が堕胎に伴う敗血症に倒れた際、仁が治療のための資金提供を申し込んだ際には、その安易さを指摘して拒む。しかし仁がペニシリンの製造法を担保にしてまで初音の治療に当たったことを知って感銘を受け、取り立ての現場に駆け付けると借金を建て替えた。その一件をきっかけに、次第に仁と親しくなっていく。仁のために技術者を紹介する、特別興業を行うなどの一方、役者仲間や後には彼自身も患者となり、持ちつ持たれつの間柄である。
上等な白粉ほど鉛含有量が高いことを知らずに愛用した結果、鉛中毒になり仁の執刀による足の切断手術を受けた（史実では左脚を切断しているが、作中では右足を切断。原因も史実の負傷による脱疽から、鉛中毒に変更されている）。
忠吉（ちゅうきち）
田之助の幼馴染で歌舞伎芝居の大道具を扱うからくり師。仁の依頼を受けて様々な医療器具（アンビュバッグや聴診器、脳外科対応型の手術台など）を製作した。
新門辰五郎（しんもん たつごろう）
江戸火消し「を組」を束ねる人物。千吉を仁に救ってもらったことが縁で、仁友堂の建設など協力するようになる。徳川慶喜と親交があり、仁と慶喜の縁を取り持った。
千吉（せんきち）
「を組」の町火消し。消火活動中に煙を吸い気道熱傷に倒れるが、仁に命を救われる。慶喜に付いて京に上った辰五郎の留守を預かり、仁友堂にも様々な形で力を貸す。
女房を病で亡くしたバツイチ男で、幼なじみのお駒を憎からず思っていたが振られてしまう。自棄になって食べたフグにあたり、生死の境をさまようが、仁の治療とお駒の寝ずの看病で命を救われる。後に彼女と祝言を挙げた。なお千吉のフグ毒中毒治療の経験は、後に坂本龍馬を治療する際に役立てられた（フグ毒を筋弛緩剤の代用として用いる）。
桜川雲泉（さくらがわ うんせん）
美人画を描かせたら当代一の浮世絵師だったが、手根管症候群を患ったことで酒に溺れ、身を持ち崩していた。手術の麻酔の際、現代の東京を幻視する。手術後はリハビリに励み、復帰第一作として花魁を辞めて看護人として暮らす野風を描いた。
お志津（おしづ）
雲泉の娘。病を患って酒に逃げる父を放っておけず、近所の足袋屋から来た縁談を断るほどの親思いな娘。仁の執刀で父が立ち直ったため、無事に嫁いでいった。その後懐妊するが、逆子であったため、麻酔なしの帝王切開に挑み女児を出産。「お初」と名付ける。
お駒（おこま）
浅草田町の町娘。衣屋（仕立て屋）だが、巾着切り（スリ）でもあった。銭湯での喧嘩で後頭部を負傷した際に治療を受ける。同時に右手人差指の腱が切れていたことが後に判明するが、仁の治療を受けることで完治した。後にスリを再開するが、咲の優しさに触れて改心する。
幼馴染である千吉から求婚され一度は断るが、フグ中毒を救ったのを機に千吉の思いを受け入れ、祝言を挙げた。手術衣や用具の縫製で仁に貢献し、恭太郎の使いで伊庭八郎に文を届けている。
鎌田（かまた）
浅草田町の自身番小屋に出入りする岡っ引き。痘痕だらけの面構えがガマガエルを連想させるのか「ガマの親分」と呼ばれている。かつてお駒の父がスリで捕まった際、なんの権限もない立場でありながら減刑の口利きを条件にちらつかせて彼女を手篭めにした卑劣漢。
成長したお駒に再び言いよるが袖にされ、お駒を守ろうとする千吉や、頼りにしている仁に反感を持っている。大政奉還以降は元々評判が悪かったのもあって岡っ引きではなくなったらしく、三隅俊斎の手下になる。結局は利用された末に毒を盛られて死亡し、遺体も遺棄される。
お初（おはつ）
川越街道大井宿の旅籠の娘。お初と手が触れ合った際、仁は奇妙な感覚に襲われ、後に彼女の手術を行った際には危うく自身の存在が消えかけるという経験をしている。このことから、仁は彼女の生死が自分の存在自体に関わるものだったと推測している。
濱碇定吉（はまいかり さだきち）
曲芸師・濱碇一座の太夫。品川で打ちこわしに巻き込まれて腰を痛める。自分のみならず弟子たちの将来を考えて仁の手術によって早期回復を果たし、隅田川浪五郎を含めた曲芸師たちと共に海外興行に出る。
長吉（ちょうきち）、梅吉（うめきち）
濱碇一座の少年たち。芸を覚える筋が良く太夫である定吉に見込まれているが、同様に彼らも定吉を心から慕っている。
長吉は定吉の養子。定吉の手術中は手術室の外から中を窺いながら梅吉と共に見守っていた。
梅吉は弟子。芸も達者だが、定吉曰く客を引き付ける「華」があり、横浜の外国人たちやヨーロッパでは「リトル・ウメ」と呼ばれ好評を博す。

### 医師
緒方洪庵（おがた こうあん）
西洋医学所頭取。仁の医療技術が江戸に広まるよう協力する。仁の正体（未来から来たこと）を半ば見抜いていたが、その秘密を他人に漏らさぬまま肺病でこの世を去った。
伊東玄朴（いとう げんぼく）
西洋医学所取締役。緒方同様、仁の医療技術を認めていたが、失脚する（作中では特に触れていないが、養子とした医師の経歴を捏造する問題を起こしたことが原因）。伊東失脚後の医学所内部抗争が仁を医学所から遠ざけることになる。
山田純庵（やまだ じゅんあん）
西洋医学所勤めの蘭方医。初対面時には当時の医学的常識を越える理論を提する仁に対して懐疑を表明し挑戦的な態度を崩さなかったものの、虎狼痢（ころり＝コレラ）から命を救われてからは仁に心服。主にペニシリン精製の陣頭指揮を行い、その経験と実績から抗生物質研究の権威となる。
松本良順（まつもと りょうじゅん）
西洋医学所頭取助→医学所頭取→陸軍軍医総監。
緒方洪庵の遺志を継ぎ、仁に協力。奥医師になることをすすめる。慶応4年（1868年）閏4月、旧幕府軍と合流するため江戸を離れる。
福田玄孝（ふくだ げんこう）
奥医師（漢方医）。胃潰瘍で倒れるが、仁の手術で一命を取り留める。のち、奥医師を辞して仁友堂の漢方内科医（当時は「本道」と呼ばれた）となる。多紀元琰に内情を伝えるスパイでもあるが、同時に仁の能力と人格を高く評価しており、後に多紀から医学館側としても仁と協力して生き延びようとする策を知らされて喜び、全面的な協力を誓う。患者のために損得抜きで関わってしまう仁に対して口うるさいところもあるが、仁からは自分に足りないところでもあるためか頼りにされている。
当時の医師にとっては必須だった本草学（博物学）に関しても深い知識を持ち、古くから伝わる医薬調合書に自身の経験則も書き加えている。元々奥医師であったこともあってプライドが高く、持ち上げられると調子に乗ってしまう面もある。
多紀元琰（たき げんえん）
奥医師（漢方医）。医学館督事。仁の手術を目の当たりにしたことで、彼の持つ技術があまりにも時代とかけ離れていることを実感し、危険性を感じたことから福田をスパイとして仁友堂に送り込む。一方で、仁の存在は漢方医だけでなく、むしろ当時の蘭方医にとってこそ脅威になると考えていた（実際にほぼ同時期に仁に対する妨害が始まっていた）。
福田から得た情報により、仁の医学がはるか未来の発達したものであることを感じ取り、医学館が次の時代に適応・延命できるよう、仁とのさらなる接近を模索するようになる。そんな折、和宮毒殺未遂騒動が起こり、その容疑者となった仁の無実を証明することで、彼に対して貸しを作った。大の相撲好きで、仁の腕を見込んでひいきの力士を手術させた。
大局に立って物事を見ることができる大人物であり、医師としての見識は高い。その反面自尊心も並ではなく、福田が仁の身を案じるあまり疑いをかけるようなことを口にした際は、医師の一族に生まれた身として激怒している。
鳥羽・伏見の合戦後、多くの傷病兵が出た際には、外科治療技術も進んで習得しようとするなど、器の大きさを示した。幕府の崩壊が決定的となった後には医学館有志と共に仁友堂に合流、「東洋内科」の基礎を築いた。
佐分利祐輔（さぶり ゆうすけ）
大坂の合水堂で医学を学んだ、華岡流の若き医師。紀州の出身で醤油問屋の三男坊。優れた医術を学ぶことを望み、経験を積むために行っていた総嫁の検診が、人体実験の疑いをかけられてしまい、大坂を離れ海外への留学も見込んで軍艦の船医に転じていた。仁がその軍艦に乗り合わせたときにマストから転落、事故による負傷から気胸を起こすが、仁に救われた。それが縁で仁友堂に移籍する。仁の医術こそ最先端の物だと確信して仁友堂での無給の仕事も厭わず突き進むなど、好奇心旺盛な若者だが、それゆえの独走癖があり、頑固者の山田とたびたび衝突する。過去の経験を活かし、仁に代わって野風を診察し、彼女が乳癌であることを見抜いた。全身麻酔の技術（通仙散）で仁に貢献する。
三隅俊斉（みすみ しゅんさい）
さる御家門の藩医（蘭方医）。適塾出身で、松本良順に留守を頼まれるほど医学所の序列も高く、鳥羽・伏見の戦い以降は同じ適塾出身である大村益次郎に取り入るなど機に敏い。野風の癌を見抜けず、仁によって面目を潰されたことを恨んでいる。仁に対して表面上協力的な態度を取っているが、裏では野風の手術妨害に始まって仁の暗殺を企てたり、和宮毒殺未遂騒動を企てたりと、妨害活動を繰り返している。外見は柔和だが、医師でありながら共犯者を砒素で自殺に追い込む、毒殺するなど、作中屈指の卑劣漢である。やがて仁の正体を知った彼は、その知識の独占と派閥の利権の恒久化を謀り、仁の殺害計画を本格化する。タイムスリップした際に紛失した薬品を探す仁を手掛かりがあると誘き出すが、刺客の一人が東修介であったことから東によって斬り捨てられる。
楠本いね（くすもと いね）
シーボルトの娘。またの名を伊篤（いとく）。日本初の西洋女医で、専門は産科。ペニシリンの講義を聴講に来た際にお志津の出産に遭遇、産科経験の無い仁の助手を務めた。女性が医療を学ぶことに不安を感じていた咲に優しくエールを送った。

### 武士その他
勝麟太郎（かつ りんたろう）/ 勝海舟（かつ かいしゅう）
市井の噂や恭太郎との繋がりから仁と知りあう。その後、神戸海軍操練所の設立で江戸を離れるが、要所で重要人物と仁との縁を取り持つ。本妻・民子は仁によるクモ膜下出血の手術を受けた。仁から「未来から来た」との告白を受け、最初は笑っていたものの「冗談には聞こえない」と半ば信じるかのような態度も見せる。
史実に違わず気さくな人物ではあるが、政治家としての一面も持ち、上野で全滅した彰義隊に対しては余計なことをしてくれたと吐き捨てる一幕もあった。
佐久間象山（さくま しょうざん）
作中では少年時代にタイムスリップで現代に行ったことがあり、それ以来、熱心に勉学に励むようになった。
京で攘夷志士らに斬られたがしばらくは絶命せず、召喚された仁の治療を受ける。すでに手遅れだったが、死の間際に自身のタイムスリップ経験を語り仁を驚かせ、かつて行った未来にこの時代が近づけることを仁に託して息絶えた。
東修介（ひがし しゅうすけ）
長州藩の若き武士。禁門の変で負傷し、仁の治療を受ける。回復後は神戸海軍操練所に入るが、閉鎖後は龍馬の誘いを断り、長州へと帰った。多くの仲間を殺されたことから沖田総司を恨んでおり、近江屋事件では薩長の討幕派に協力して龍馬の避難先を襲い、彼と共にいた沖田を襲撃するが、沖田を庇って威嚇した龍馬を咄嗟に斬ってしまう。この一撃で龍馬は瀕死の重傷を負う。
半ば事故だったとはいえ龍馬を斬ってしまったことに苦悩するが、証拠隠滅のために同志であった長州からも狙われることとなり、京から脱出する。逃亡生活の中で暗殺稼業に手を染めていたが、請け負った仕事が仁の殺害だったことを知ると仁に味方し、自分以外の暗殺者と依頼人であった三隅俊斉を斬り捨てた。その際に現代にタイムスリップして戻ってきた仁を橘家に連れ帰ったが、以後の消息は不明。
三浦啓之助（みうら けいのすけ）
象山の息子で、恪次郎とも呼ばれる。禁門の変当時は新選組に所属。
沖田総司（おきた そうじ）
新選組の隊士。禁門の変で敗走した長州兵を追って来た際に仁と面識を持つようになる。向かってきた敵は躊躇無く斬り捨てるが、負傷した猫のために車椅子を考案するなど、心優しい一面も見せている。
肺病の食事療法（獣肉食）を仁に勧められて実践し、一時は小康状態にあった。しかし結局は病が進行し、史実通りに死去している。享年27。
近藤勇（こんどう いさみ）
新選組の局長。沖田からの報告により仁を呼び出すが、医者として患者の元へ戻りたいという仁の意志に感服する。松本良順と親交がある。鳥羽伏見の戦いの後、甲陽鎮撫隊として戦うが官軍に敗北、流山で投降の後に斬首された。
伊庭八郎（いば はちろう）
徳川旗本の武士。心形刀流の剣客で遊撃隊の隊士。橘恭太郎とは講武所以前からの友人で、恭太郎とは逆に軟派だが、粋でさっぱりとした性格。幕府瓦解を目の当たりにし、徳川の威信のため薩長に徹底抗戦することを決意、徳川慶喜を護衛する遊撃隊本隊から脱走して恭太郎を誘う。
大島吉之助（おおしま きちのすけ）→西郷吉之助（さいごう きちのすけ）/ 西郷隆盛（さいごう たかもり）
本名は西郷隆盛。薩摩藩士。新選組より戻された仁を奇妙な腹痛を治療してもらうために呼び出す。原因は虫垂炎と判明するが、開腹手術を武士の恥と思い躊躇するが、患者を治したいという仁の熱意に打たれ、手術を受ける。
薩摩藩の幹部として武力による「討幕」にこだわり、龍馬の死その物には遺憾の意を表したが、これで幕府を討つのを邪魔する者はいないと行動を開始した。
一橋慶喜（ひとつばし よしのぶ）/ 徳川慶喜（とくがわ よしのぶ）
一橋徳川家当主で将軍後見職。京都で新門辰五郎らを介して仁と知りあう。その後、徳川家茂の死去により征夷大将軍に就く。大政奉還後は将軍職を辞するも、内大臣として政権の首長職を継続し、龍馬の救命治療を行う仁にペニシリンを届けるなど協力する。
和宮（かずのみや）
仁孝天皇の娘で、時の天皇・孝明天皇の妹。十四代将軍徳川家茂の妻（正室）。大奥女中の噂話から澤村田之助に興味を持っていたため、松本良順や仁の仲介でお忍びの芝居見物を行った。併せて、仁が脚気対策の食事療法を試みるが、毒殺未遂騒動が起きてしまう。後日、仁と咲に三つ葉葵と菊の紋が入った褒美を下賜した。
陣幕久五郎（じんまく きゅうごろう）
薩摩藩お抱えの力士。左ひじの故障に悩んでおり、贔屓筋の多紀元琰から仁を紹介されるが、執刀を一旦は拒否する。その後、西郷の助言もあって仁による手術を受け回復、大関に昇進、さらにその後横綱となった。
恵姫（けいひめ）
川越藩主松平直克の正室。首筋に大きな瘤を患い、幕府筋から仁に手術が依頼されたものの、当人はそれまでの治療が功を奏しなかったことから医者不信に陥っていた。咲の説得によって頑なになっていた心を動かされ、仁の手術を受けることを決意。手術は無事成功した。
田中久重（たなか ひさしげ）
「からくり儀右衛門」の異名を持つ久留米藩出身の老技術者（後の「東芝」創設者）。彼が発明した無尽灯は術野を照らす照明として役立った。長崎で仁と出会い、未来から持ち込まれたLED電球を託されて研究を進め、電灯として使用可能な物として届けた。自身は電球として再現するための研究を続ける。
南方熊楠（みなかた くまぐす）
佐分利の故郷・紀州で仁と出会った赤ん坊。仁と同姓だが、血縁の有無については不明。手が触れ合った際、仁はお初の時と同様の奇妙な感覚に襲われた。
福澤諭吉（ふくさわ ゆきち）
芝・新銭座の英学塾・慶応義塾の主。江戸城のお堀端で悩んでいた恭太郎に声をかける。恩師である緒方洪庵から仁の話を聞いて一度話をしてみたいと恭太郎に仲介を頼んだ。当時としては勝と似たタイプのリベラル派ではあったが、似ているからこそ互いの悪い部分も良くわかるのか、今ひとつソリが合わなかった模様。

### 外国人
ウィリアム・ウイリス
イギリス公使館付の医師。生麦事件では負傷した英人の治療に当たった。仁によるイギリス兵の手術に立ち会う。
ジェームス・カーティス・ヘボン
アメリカ領事館付の医師。宣教医として日本人市民の治療を行っている。ウイリスと共に仁によるイギリス兵の手術に立ち会い、横浜の居留地では、田之助の大腿切断手術に立ち会っている。
ジャン・ルロン
フランス出身の貿易商人。仁を救うツルを作ろうとした野風を身受けした。後に彼女の希望に沿って横浜で元遊女たちのためのホスピスを開くのを援助する。慶応2年（1866年）10月に正式に結婚し、新婚旅行も兼ねて野風とフランスへ帰国。野風との間に男児（ドラマでは女児）を授かる。
アントニウス・ボードウィン
オランダ人医師。長崎で幕府の医学校・精得館の教授を務める。専門は眼科。当初は仁に対し懐疑的だったが、仁の医術を見て態度を転換、仁の情報を世界に向けて発信した。
トーマス・ブレーク・グラバー
イギリス商人。長崎で貿易を営んでいるが、武器の販売も行っていたため、攘夷を掲げる浪人に斬られ負傷、仁の手術を受けることになる。
ポンペ・ファン・メールデルフォールト
オランダ人医師。医学伝習所（後の精得館）教授で、松本や山田の師匠。会話中にはたびたび登場するが、直接は登場していない。
マリー・ルロン
パリ大学医学部の総合診療科（GM）ドクター。野風の4代後の子孫。先祖が日本人ということで日本に興味を持ち、日本語も習得している。アフリカでのGM活動にのめり込み過ぎてバツイチとのこと。年齢は不明（本人曰く結構いってる）だが、野風の4代後の子孫なので最終回時点の仁（44歳）より年上の可能性もある。

### テレビドラマ版のみ登場
友永未来（ともなが みき）
テレビドラマ版における仁の婚約者。見た目は野風と瓜二つ。優秀な小児科医だったが、仁がタイムスリップの2年前に執刀した脳腫瘍摘出手術で植物状態になってしまい、この出来事が仁のトラウマとなっている。テレビドラマ内では医学生時代に天然ペニシリンを研究し、仁に研究成果を話している。仁にとっては江戸にタイムスリップしてからも非常に重要な存在であり、歴史を変える時には彼女への影響を常に気にしている。仁が咲との関係に踏み込めない理由となっている。この人物がいることで、本作品が恋愛ドラマとしての要素を多く持つようになった。恋愛ドラマとして成立するためには不可欠の存在となっている。
なお原作でも、現代で仁の恋人が登場するが、仁のタイムスリップ前にプロポーズを断っているため、物語にはほとんど関係していない。
（参考：原作では、コレラ治療の時に友永という医学所の医師が登場した。また、ペニシリン製造のきっかけとなる回想シーンでは、友光という医学生時代の友人男性が登場し、天然ペニシリン精製法の研究成果を仁に聞かせている。）

## 書誌情報

### 単行本
- 村上もとか 『JIN-仁-』 集英社〈ジャンプ・コミックス デラックス〉、全20巻
  1. 2001年4月9日第1刷発行、ISBN 4-08-859174-7
  2. 2002年4月9日第1刷発行、ISBN 4-08-859296-4
  3. 2003年5月6日第1刷発行、ISBN 4-08-859356-1
  4. 2004年11月9日第1刷発行、ISBN 4-08-859447-9
  5. 2005年12月7日第1刷発行、ISBN 4-08-859547-5
  6. 2006年12月9日第1刷発行、ISBN 4-08-859610-2
  7. 2007年2月7日第1刷発行、ISBN 978-4-08-859627-3
  8. 2007年5月7日第1刷発行、ISBN 978-4-08-859640-2
  9. 2007年9月9日第1刷発行、ISBN 978-4-08-859668-6
  10. 2008年1月9日第1刷発行、ISBN 978-4-08-859684-6
  11. 2008年5月7日第1刷発行、ISBN 978-4-08-859701-0
  12. 2008年8月9日第1刷発行、ISBN 978-4-08-859720-1
  13. 2008年11月9日第1刷発行、ISBN 978-4-08-859740-9
  14. 2009年4月8日第1刷発行、ISBN 978-4-08-859766-9
  15. 2009年7月8日第1刷発行、ISBN 978-4-08-859785-0
  16. 2009年10月7日第1刷発行、ISBN 978-4-08-859802-4
  17. 2010年1月9日第1刷発行、ISBN 978-4-08-859817-8
  18. 2010年4月30日第1刷発行、ISBN 978-4-08-859839-0
  19. 2010年10月9日第1刷発行、ISBN 978-4-08-859859-8
  20. 2011年2月9日第1刷発行、ISBN 978-4-08-859871-0

### 文庫版
- 村上もとか 『JIN-仁-』 集英社〈集英社文庫 コミック版〉、全13巻
  1. 2010年7月16日発売[6]、ISBN 978-4-08-619154-8
  2. 2010年8月18日発売[7]、ISBN 978-4-08-619155-5
  3. 2010年9月17日発売[8]、ISBN 978-4-08-619156-2
  4. 2010年10月15日発売[9]、ISBN 978-4-08-619157-9
  5. 2010年11月18日発売[10]、ISBN 978-4-08-619158-6
  6. 2010年12月15日発売[11]、ISBN 978-4-08-619159-3
  7. 2011年1月18日発売[12]、ISBN 978-4-08-619160-9
  8. 2011年2月18日発売[13]、ISBN 978-4-08-619161-6
  9. 2011年3月18日発売[14]、ISBN 978-4-08-619162-3
  10. 2011年4月15日発売[15]、ISBN 978-4-08-619163-0
  11. 2011年5月18日発売[16]、ISBN 978-4-08-619164-7
  12. 2011年6月17日発売[17]、ISBN 978-4-08-619165-4
  13. 2011年7月15日発売[18]、ISBN 978-4-08-619166-1

### 小説
- 村上もとか（原作・絵） / 日下部匡俊（著）、集英社〈ジャンプ ジェイ ブックス〉、全2巻
  1. 『小説 JIN-仁-』2009年10月発行、ISBN 978-4-08-703210-9
  2. 『小説 JIN-仁- 龍馬、最期の日』2011年4月発行、ISBN 978-4-08-703244-4

## エピソード
★はテレビドラマ版の原作となっている。

### 神の章
西暦2000年6月某日→文久二年（1862年）
- その1 神の悪戯★
- その2 開頭手術★
- その3 決意

### 仁の章
文久二年（1862年）・6月-8月
- その1 病魔の跫音
- その2 麻疹
- その3 星垂る有情

### 人の章
文久二年（1862年）、9月14日（8月21日）-10月
- その1 横浜騒動
- その2 奇跡の目撃者
- その3 虎狼痢
- その4 コレラ 対 仁
- その5 咲の戦

### 信の章
文久二年（1862年）、12月
- その1 龍馬
- その2 鈴屋
- その3 明烏

### 深の章
文久三年（1863）、1月
- その1 瘡毒
- その2 ペニシリン

### 真の章
文久三年（1863）、3月
- その1 奥医師
- その2 魔手

### 進の章
文久三年（1863）、5月-7月
- その1 看板娘
- その2 置き土産

### 浸の章
文久三年（1863）、8月
- その1 立女形
- その2 かぶき者

### 辰の章
文久三年（1863）、11月
- その1 纏
- その2 本丸炎上

### 身の章
文久三年（1863）、12月-文久四年／元治元年（1864）、１月
- その1 身請け
- その2 前兆

### 尋の章
元治元年（1864）、2月-3月
- その1 運命の決断
- その2 女の命

### 新の章
元治元年（1864）、5月-7月
- その1 静かなる胎動
- その2 絵師の見た夢
- その3 奔流
- その4 京へ!
- その5 京の迷宮

### 陣の章
元治元年（1864）、7月-8月
- その1 少年兵
- その2 出頭
- その3 西郷
- その4 命の選択
- その5 少女
- その6 龍馬とお龍
- その7 青春

### 親の章
元治元年（1864）、8月-9月
- その1 栄の決断
- その2 江戸患い
- その3 中秋
- その4 傾城野分

### 呻の章
元治元年（1864）、10月-11月
- その1 皇女和宮
- その2 観劇
- その3 毒
- その4 吟味
- その5 牢屋敷
- その6 命の蔓
- その7 神と仏
- その8 別れ

### 賑の章
元治元年（1864）11月-元治二年／慶応元年（1865）、4月（＋11月）
- その1 野風の出立
- その2 志
- その3 神の手
- その4 白粉
- その5 吉十郎と与吉
- その6 稽古
- その7 対面
- その8 大相撲
- その9 負けず屋
- その10 灌仏会
- その11 旧友

### 蜃の章
慶応元年・閏5月-7月
- その1 母と子
- その2 結晶
- その3 紙飛行機
- その4 夫婦
- その5 血
- その6 摘出
- その7 お初
- その8 消滅
- その9 いね
- その10 お志津の心
- その11 帝王切開

### 紳の章
慶応元年、9月～12月
- その1 精得館
- その2 眼科
- その3 からくり儀右衛門
- その4 亀山社中
- その5 グラバー邸
- その6 新世界
- その7 快男児

### 燼の章
慶応元年、12月-慶応二年（1866年）、10月
- その1 慶応の大火
- その2 復讐の炎
- その3 浅草の英雄
- その4 フグ毒
- その5 薩長同盟
- その6 凶兆
- その7 運命の日
- その8 光
- その9 打ち壊し
- その10 軽業師
- その11 横浜の風
- その12 新しい医
- その13 野風の患者
- その14 野風の結婚

### 讖の章
慶応二年、11月-慶応三年（1867年）、12月
- その1 慶応三年
- その2 暗転
- その3 医学館と医学所
- その4 招待
- その5 龍馬への手紙
- その6 使者
- その7 切断
- その8 天下の嶮
- その9 駿河の地
- その10 金谷宿
- その11 トラウマ
- その12 南方
- その13 初雪
- その14 痛み
- その15 沖田の剣
- その16 11月15日
- その17 仁の予言
- その18 来訪者
- その19 龍馬遭難
- その20 頭痛
- その21 不足
- その22 鼓動
- その23 四海兄弟
- その24 大海原

### 診の章
慶応三年、12月-慶応四年／明治元年（1868）、6月⇔2000年6月
- その1 王政復古
- その2 鳥羽伏見
- その3 結実
- その4 桜
- その5 会談
- その6 悪友
- その7 開城
- その8 生き甲斐
- その9 上野戦争
- その10 彰義隊狩り
- その11 三隅俊斉
- その12 同じ場所

### 審の章
明治時代⇔2010年代
- その1 5月30日
- その2 緑膿菌
- その3 満月
- その4 二人の仁★
- その5 新しい時代

## テレビドラマ
TBS系「日曜劇場」枠で、第1期が2009年10月11日から12月20日まで（全11話）、完結編（第2期）が2011年4月17日から6月26日まで放送された（全11話）。主演は大沢たかお。
原作との相違としては、物語の大筋は村上もとかによる原作と変わらないが、現代に野風と瓜二つの仁の恋人・友永未来というドラマオリジナルの人物を登場させ、咲を加えた3人による恋愛要素を盛り込むなどテレビドラマ向きに改変している。また、自らの手術の失敗で未来を植物状態にしてしまったことで、仁が心にトラウマを抱えているという設定になっている。他にも、歴史の変化を示すものとして、オーソドックスな手法である「現在と未来を繋ぐ写真」が使われている。主人公である南方仁は作中で、未来のよく言っていた言葉として「神は乗り越えられる試練しか与えない」と度々発言しているが、原作ではこの言葉は出てこない。
第1期の第5話で10月期ドラマ初となる視聴率20%超えを達成。その後も高視聴率を維持し、最終話では平均視聴率25.3%、瞬間最高視聴率29.8%を記録。この記録は、2009年に放送された民放の連続ドラマ視聴率の中で最高記録となった。また、作品への評価も高く、国内で細かいものも含めて33の賞を受賞した。
完結編の最終話では平均視聴率26.1%、瞬間最高視聴率31.7%を記録。関東では全話平均視聴率が20%を超え、関西では全話20%を上回った。
また2012年には、『Dr.JIN』（ドクタージン、朝鮮語: 닥터 진（ダクトジン））のタイトルで韓国にてテレビドラマ化された（全22話）。当初は原作漫画の韓国国内でのタイトル『タイムスリップ ドクタージン』（ハングル: 타임슬립 닥터진）を用いて総合編成チャンネルのひとつチャンネルAで放送が予定されていたが、その後地上波局MBCで放送されることとなり、同局の週末企画ドラマの枠で放送された。舞台は幕末の江戸から李氏朝鮮末期の哲宗治世下へと改められ、主人公も南方仁からジン・ヒョクに改められた。当初全20話の予定であったが、同年7月に2話延長されて全22話となっている。

## ミュージカル
2012年に宝塚歌劇団でミュージカル化された（初の舞台化）。脚本・演出は齋藤吉正が担当。以降の再演も担当している。

## 関連作品

### 村上もとかの他作品
- 蠢太郎 - 『ビッグコミックオリジナル』で本作品と一時並行して2008年から2011年にかけて不定期連載された作品。明治期の歌舞伎界を扱っており、澤村田之助やその執刀医（明治期の仁友堂も登場）など、本作の人物も登場する。
- 侠医冬馬 - 『グランドジャンプ』で2018年15号より連載中の作品。安政3年（1856年、仁がタイムスリップして現れる6年前）より物語が始まる。大坂適塾時代の緒方洪庵・福澤諭吉や江戸にて伊藤玄朴、勝海舟や坂本龍馬が登場しているが洪庵が江戸で亡くなった前後含めて仁の名が出て来ておらず、第14章「冬馬、登城す」で登場した徳川家茂が『JIN-仁-』とは別人であり、別の世界線と判明している。

### 他作家の作品
- 火の鳥 - 手塚治虫のシリーズ漫画。その「黎明編」で、破傷風を患ったヒロインに、油で練ったアオカビを飲ませて治療するという場面が登場する。作中で仁が過去に読んでおり、ペニシリンの精製のヒントとなった（明記はされていない）。
- 大江戸神仙伝 - 石川英輔のSF小説。江戸時代にタイムスリップした製薬会社の社員が、現代の医学知識や道具を駆使して脚気など江戸時代の病を治療する。1985年にテレビドラマ化された。